# Песочная (платформа)
Песо́чная — железнодорожная платформа у посёлка Песочный, на участке Октябрьской железной дороги между станцией Левашово и платформой Дибуны. Открыта в 1904 году. Электрифицирована в 1951 году в составе участка Санкт-Петербург — Зеленогорск. В конце 1990-х годов над путями между платформами построен крытый пешеходный мост с пандусом. Заменены информационные указатели на более современные с надписями на русском и на английском языках. На указателях название станции «Песочная» также написано и латинскими буквами — «Pesochnaya».

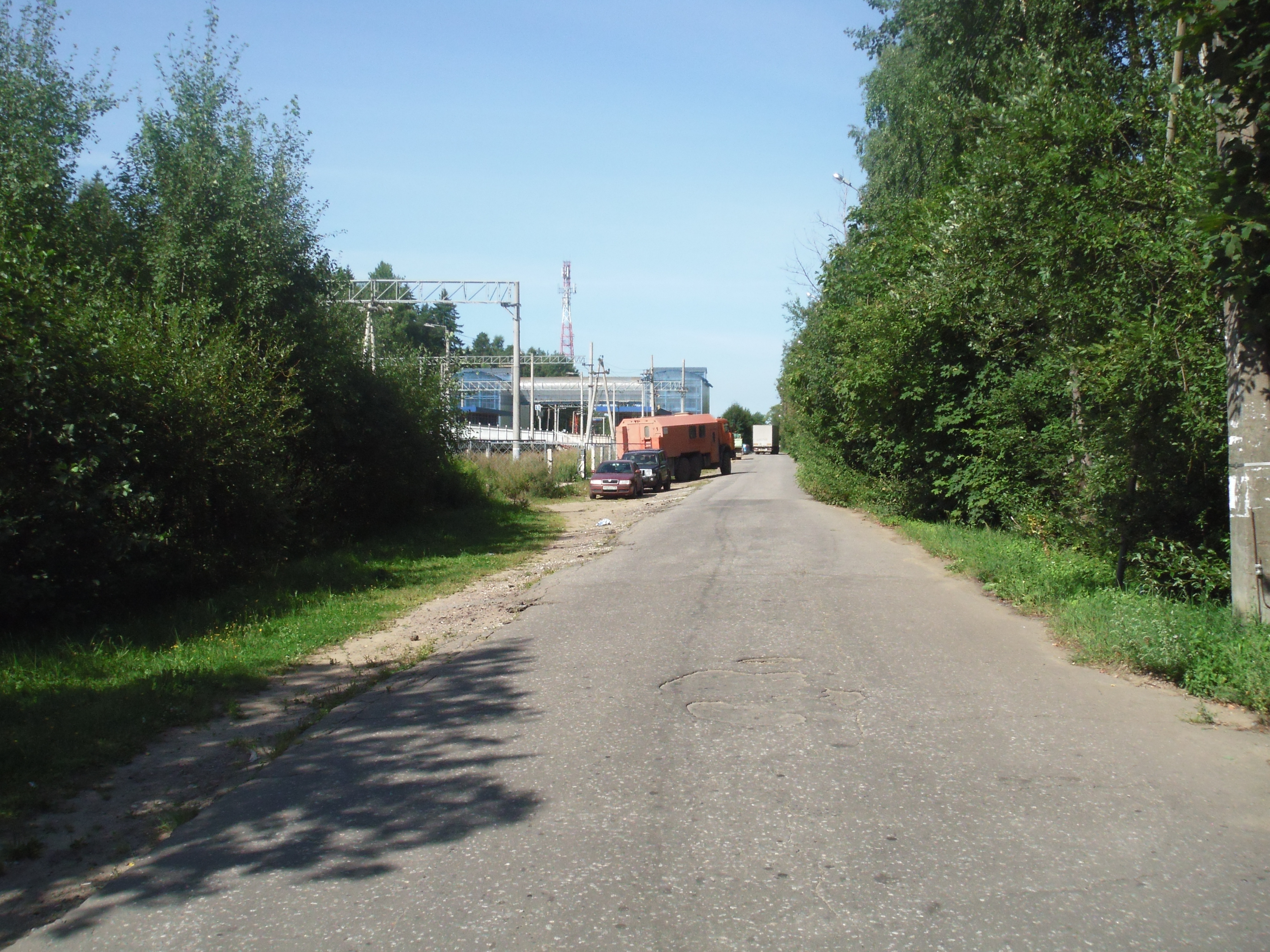
ул. Железнодорожная
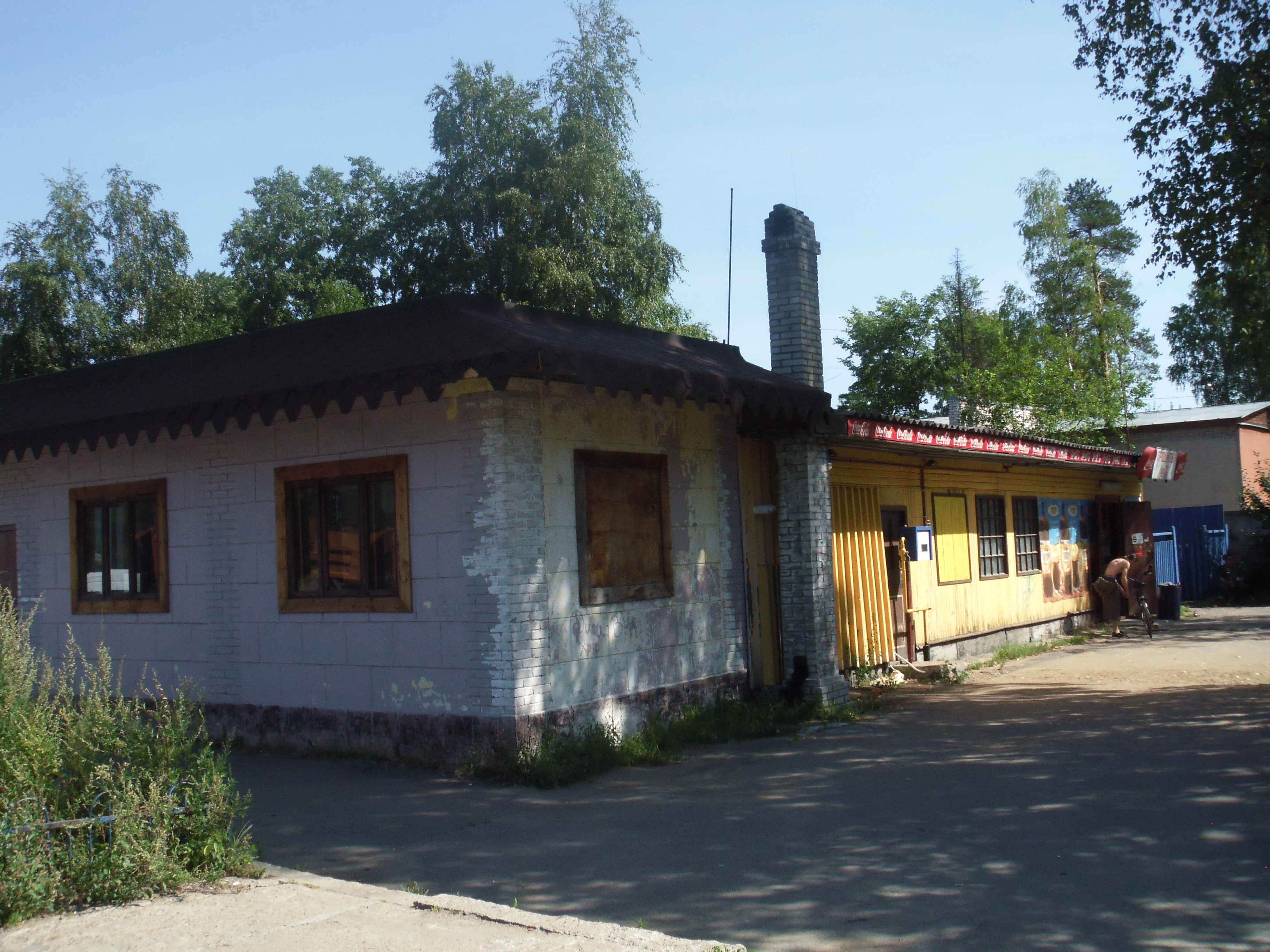
Чайхана у ж.д. платформы
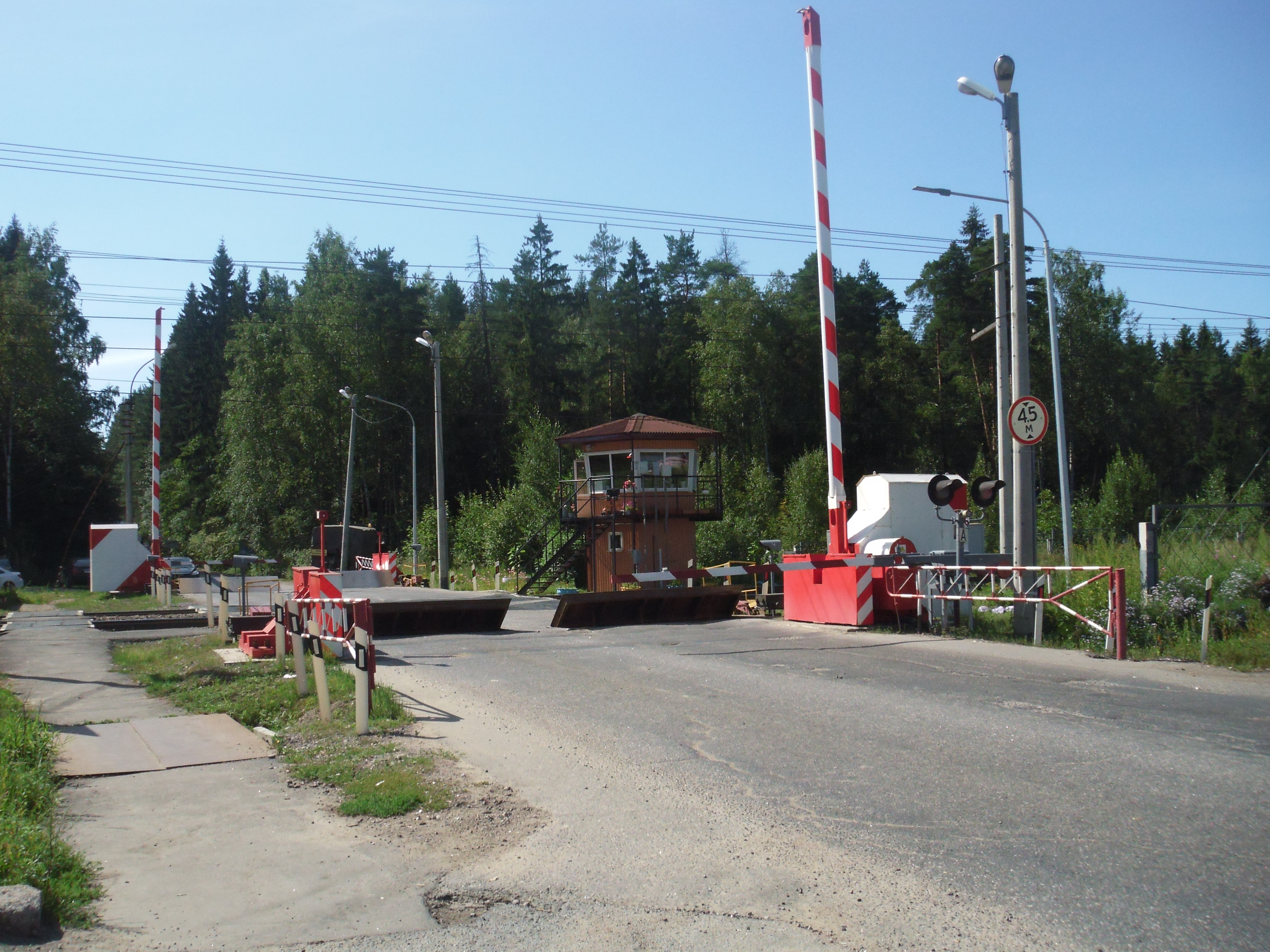
Переезд у платформы